# Rem als Jocs Olímpics d'estiu de 1904 - Doble scull
La prova del doble scull fou una de les disputades en el programa de rem que es disputà als Jocs Olímpics de Saint Louis de 1904.
Aquesta fou la primera ocasió en què la prova formà part del programa Olímpic. La prova es disputà el dissabte 30 de juliol i hi van prendre part sis remers, dividits en tres equips, tots dels Estats Units.

## Medallistes
| Or                                       | Plata                                    | Bronze                                   |
| Estats Units John Mulcahy William Varley | Estats Units Jamie McLoughlin John Hoben | Estats Units Joseph Ravannack John Wells |

## Resultat
| Posició | Nom                           | Temps     |
| ------- | ----------------------------- | --------- |
| Or      | John Mulcahy i William Varley | 10' 03.2" |
| Plata   | Jamie McLoughlin i John Hoben |           |
| Bronze  | Joseph Ravannack i John Wells |           |